# Europäische Kurznasen-Seenadel
Die Europäische Kurznasen-Seenadel (Syngnathus abaster), auch Schwarzmeer-Seenadel genannt, ist eine in europäischen Gewässern vorkommende Art der Seenadeln (Syngnathidae). Sie lebt an der europäischen Atlantikküste von der südlichen Biskaya bis Gibraltar, im Mittelmeer, im Schwarzen, Asowschen und Kaspischen Meer, sowie in den Unterläufen von Donau, Dnjestr, Südlichem Bug, Dnepr, Don, Ural, Wolga und Kura. Die Populationen im Schwarzen Meer und im Kaspischen Meer wurden jeweils als eigenständige Arten beschrieben (Syngnathus nigrolineatus und Syngnathus caspius), diese gelten inzwischen aber als Synonyme von Syngnathus abaster.

## Merkmale

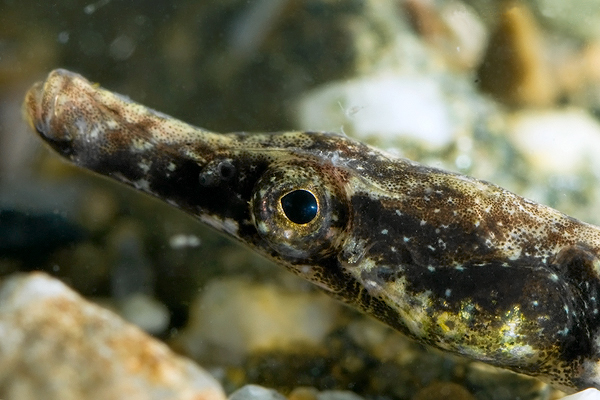
Kopf

Die Europäische Kurznasen-Seenadel hat einen sehr langgezogenen, dünnen Körper und wird bis zu 15 cm lang, im Schwarzen Meer 21 bis 23 cm. Die Schnauze mit dem oberständigen Maul ist pipettenartig verlängert und seitlich leicht abgeflacht. Die Schnauze ist im Vergleich zu anderen Seenadeln aber relativ kurz und macht weniger als die Hälfte der Kopflänge aus. Die Augen sind klein.
Die Europäische Kurznasen-Seenadel ist variabel braun bis grün gefärbt und besitzt dunkle oder helle Punkte oder Querstreifen auf Bauch und Schwanz und oft einen dunklen Streifen an der Rückenflosse und einen dunklen Bauch. Wie bei allen Seenadeln ist der Körper durch in Ringen angeordnete Knochenplatten gepanzert, sieben Reihen am Rumpf und vier am Schwanz. Die Seitenlinie ist vollständig, Bauchflossen fehlen.
- Flossenformel: Dorsale 1 29–39, Anale 3, Pectorale 12–13, Caudale 10.

## Lebensweise
Die Europäische Kurznasen-Seenadel lebt küstennah über sandigem oder schlammigem Grund (Litoral) in Pflanzenbeständen. Ihre Temperaturtoleranz reicht von 8 bis 24 °C. Sie ernährt sich von Zooplankton, kleinen Krebstieren und Fischlarven.
Die Fortpflanzungszeit reicht von Mai bis August. Die relativ großen Eier werden bei der Paarung vom Männchen übernommen, das sie 20 bis 25 Tage lang bis zum Schlupf der Jungseenadeln in dem von zwei Hautfalten gebildeten Brutbeutel an der Schwanzunterseite trägt. Die Tiere erreichen ihre Geschlechtsreife nach einem Jahr.